# Tabak- & Zigarren-Museum AargauSüd

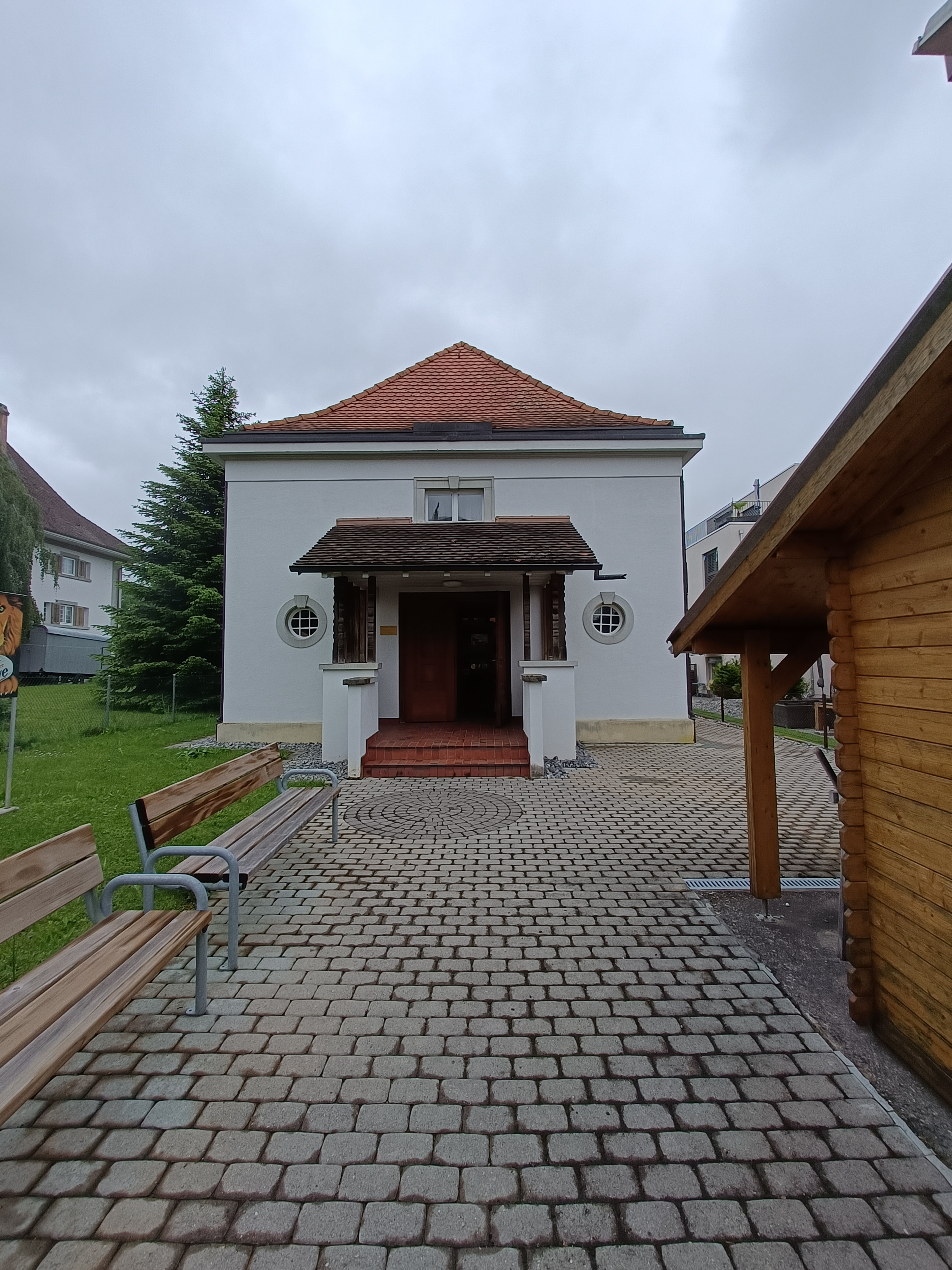
Die Chrischona Kapelle in Menziken AG

Das Tabak- & Zigarren-Museum AargauSüd ist ein Schweizer Museum für Tabakkultur in Menziken im Kanton Aargau.

## Geschichte
Das Museum verdankt seine Existenz weitgehend dem Sammler Urs Merz (1951–2012) aus Reinach. Er war schon in jungen Jahren ein leidenschaftlicher Sammler von kuriosen und speziellen Dingen. Schon als 10-Jähriger führte er im Elternhaus sein eigenes kleines Museum, in dem er seine Sammelstücke präsentierte, unter anderem Petrollampen, Uniformen, Säbel und Helme. Schon zu dieser Zeit war in seiner Sammlung einiges „Tubakiges“ dabei. Im Alter von 15 Jahren trat er als jüngstes Mitglied der Historischen Vereinigung Wynental bei.
1974 wurde in Reinach die Vereinigung Museum Schneggli gegründet. Es war geplant, die mittlerweile grosse Sammlung von Tabak-Etiketten, Schachteln, „Stumpenbündeli“, Plakaten und weiteres „Tubakiges“ im zweiten Stock des „Schneggli“ permanent auszustellen. Dieses Projekt scheiterte jedoch, da diese Räume für Wechselausstellungen benötigt wurden. 1988 eröffnete Urs Merz im Bürotrakt seines Wohnhauses sein eigenes Tabakmuseum, in dem er im Jahre 1990 seine erste offizielle Führung durchführte. Die Sammlung wuchs laufend weiter an, und die Nachfrage nach einer grösseren Räumlichkeit wurde immer wichtiger.
Die Kapelle der Chrischona-Gemeinde in Menziken wurde schon lange nicht mehr benutzt. Susi Merz, Nachbarin des Gebäudes, kaufte es im März 2000 und liess es umgehend renovieren. Nach der Renovation zog Urs Merz innerhalb von zwei Monaten seine Sammlung in die neuen Räumlichkeiten, und am 17. November 2000 konnte das Museum eingeweiht werden. Susi Merz schenkte das Gebäude am 1. Januar 2001 der Gemeinde Menziken und Urs Merz seine ganze Sammlung der Vereinigung Museum Schneggli, die auch heute noch für das Tabakmuseum zuständig ist.

## Architektur
Die Chrischona-Kapelle in Menziken AG war im Jahr 1922 erbaut worden. Sie diente der örtlichen Chrischona-Gemeinde als Bethaus. Das Gebäude ist einstöckig, hat einen rechteckigen Grundriss mit Walmdach und überdachtem Vorbau.

## Ausstellung
13.000 Schachteln und Etiketten, 125.000 Bauchringe, 250 verschiedene Plakate und Emaille-Schilder. Nur ein Teil davon, zusammen mit Maschinen und anderen Objekten, kann ausgestellt werden. Zusätzlich wird der Prozess der Herstellung von Stumpen und Zigarren anschaulich gezeigt.